# Rally di Roma Capitale 2024
El Rally di Roma Capitale 2024, oficialmente 12. Rally di Roma Capitale, fue la decimosegunda edición y la quinta ronda de la temporada 2024 del Campeonato de Europa de Rally. Se celebró del 26 al 28 de julio y contó con un itinerario de trece tramos sobre asfalto que sumaban un total de 189,52 km cronometrados.
El ganador de la prueba por segundo año consecutivo fue el ídolo local Andrea Crugnola. Crugnola llegó a la última jornada con 0.7 segundos de ventaja y en una exhibición de manejo ganó cinco de las seis etapas del día imponiéndose por 22.3 a su compatriota Simone Campedelli. El tercer escalón del podio fue para el español Efrén Llarena quien volvió a subir al podio tras el Rally Islas Canarias 2023.
En las categorías inferiores, el checo Filip Kohn se impuso en el ERC 3 por delante del polaco Hubert Kowalczyk, quien en su primer rally en la categoría subió al podio y del turco Kerem Kazaz. En el ERC4, el local Giorgio Cogni logró su primer podio y triunfo en la categoría, el húngaro Márton Bertalan terminó en el segundo puesto y otro local, Michael Rendina consiguió su primer podio al terminar tercero.

## Lista de inscritos
| Num.                     | Piloto                    | Copiloto              | Automóvil              | Equipo                      |
| ------------------------ | ------------------------- | --------------------- | ---------------------- | --------------------------- |
| 1                        | Hayden Paddon             | John Kennard          | Hyundai i20 N Rally2   | BRC Racing Team             |
| 2                        | Efrén Llarena             | Sara Fernández        | Škoda Fabia RS Rally2  | Efrén Llarena               |
| 3                        | Mathieu Franceschi        | Andy Malfoy           | Škoda Fabia RS Rally2  | Mathieu Franceschi          |
| 4                        | Mads Østberg              | Patrik Barth          | Citroën C3 Rally2      | TRT Rally Team              |
| 5                        | Jon Armstrong             | Eoin Treacy           | Ford Fiesta Rally2     | Jon Armstrong               |
| 6                        | Simone Tempestini         | Sergiu Itu            | Škoda Fabia RS Rally2  | Simone Tempestini           |
| 7                        | Mikołaj Marczyk           | Szymon Gospodarczyk   | Škoda Fabia RS Rally2  | Mikołaj Marczyk             |
| 8                        | Andrea Mabellini          | Virginia Lenzi        | Škoda Fabia RS Rally2  | Team MRF Tyres              |
| 9                        | Erik Cais                 | Igor Bacigál          | Škoda Fabia RS Rally2  | ACCR Orsák Rally Sport      |
| 10                       | Mārtiņš Sesks             | Renārs Francis        | Toyota GR Yaris Rally2 | Team MRF Tyres              |
| 11                       | Simon Wagner              | Jara Hain             | Škoda Fabia RS Rally2  | Eurosol Racing Team Hungary |
| 12                       | Filip Mareš               | Radovan Bucha         | Toyota GR Yaris Rally2 | ACCR Toyota Dolák           |
| 14                       | Martin László             | Gábor Zsiros          | Škoda Fabia Rally2 evo | Topp-Cars Rally Team        |
| 15                       | Andrea Crugnola           | Pietro Elia Ometto    | Citroën C3 Rally2      | F.P.F. Sport                |
| 16                       | Simone Campedelli         | Tania Canton          | Škoda Fabia RS Rally2  | Simone Campedelli           |
| 18                       | Giandomenico Basso        | Lorenzo Granai        | Toyota GR Yaris Rally2 | T-Racing                    |
| 19                       | Giacomo Scattolon         | Gabriele Zanni        | Citroën C3 Rally2      | F.P.F. Sport                |
| 20                       | Boštjan Avbelj            | Damijan Andrejka      | Škoda Fabia RS Rally2  | Boštjan Avbelj              |
| 21                       | Paolo Andreucci           | Rudy Briani           | Citroën C3 Rally2      | Team MRF Tyres              |
| 22                       | Stéphane Lefebvre         | Anthony Hamard        | Hyundai i20 N Rally2   | Stéphane Lefebvre           |
| 23                       | Ferenc Jr Vincze          | Gergely Németh        | Škoda Fabia Rally2 evo | Kole Média Center Kft.      |
| 24                       | Adam Březík               | Ondřej Krajča         | Škoda Fabia RS Rally2  | Samohýl Škoda Team          |
| 25                       | Philip Allen              | Dale Furniss          | Škoda Fabia RS Rally2  | Philip Allen                |
| 26                       | Roberto Daprà             | Luca Guglielmetti     | Škoda Fabia RS Rally2  | Roberto Daprà               |
| 27                       | Rachele Somaschini        | Nicola Arena          | Citroën C3 Rally2      | Rachele Somaschini          |
| 28                       | Amaury Molle              | Alex Dubois           | Škoda Fabia Rally2 evo | Amaury Molle                |
| 29                       | Fabio Mezzatesta          | Marco Menchini        | Škoda Fabia RS Rally2  | Fabio Mezzatesta            |
| 30                       | Jarosław Kołtun           | Ireneusz Pleskot      | Škoda Fabia RS Rally2  | Plon RT                     |
| 31                       | Igor Widłak               | Michał Marczewski     | Ford Fiesta Rally3     | Grupa PGS RT                |
| 32                       | Kerem Kazaz               | Corentin Silvestre    | Ford Fiesta Rally3     | Atölye Kazaz                |
| 33                       | Filip Kohn                | Tom Woodburn          | Ford Fiesta Rally3     | Filip Kohn                  |
| 34                       | Martin Ravenščak          | Dora Ravenščak        | Ford Fiesta Rally3     | Martin Ravenščak            |
| 35                       | Hubert Kowalczyk          | Jarosław Hryniuk      | Renault Clio Rally3    | Hubert Kowalczyk            |
| 36                       | Aleksandar Tomov          | Dimitar Spasov        | Renault Clio Rally3    | Aleksandar Tomov            |
| 37                       | Márton Bertalan           | Róbert Paizs          | Peugeot 208 Rally4     | TRT Rally Team              |
| 38                       | Davide Pesavento          | Nicolò Gonella        | Peugeot 208 Rally4     | Davide Pesavento            |
| 39                       | Gianandrea Pisani         | Massimo Moriconi      | Peugeot 208 Rally4     | Gianandrea Pisani           |
| 40                       | Giorgio Cogni             | Simone Brachi         | Peugeot 208 Rally4     | Giorgio Cogni               |
| 41                       | Michael Rendina           | Fabiano Cipriani      | Renault Clio Rally4    | Michael Rendina             |
| 43                       | Ekaterina Stratieva       | Georgi Avramov        | Opel Corsa Rally4      | Ekaterina Stratieva         |
| 44                       | Cristiana Oprea           | Denisa-Alexia Parteni | Opel Corsa Rally4      | Cristiana Oprea             |
| 45                       | Ciprian Lupu              | Andrei Aițculesei     | Renault Clio Rally5    | Ciprian Lupu                |
| 46                       | Marco Signor              | Daniele Michi         | Škoda Fabia RS Rally2  | Marco Signor                |
| 47                       | Alessandro Re             | Marco Vozzo           | Volkswagen Polo GTI R5 | Alessandro Re               |
| 48                       | Francesco Aragno          | Giancarla Guzzi       | Škoda Fabia Rally2 evo | Francesco Aragno            |
| 49                       | Antonio Rusce             | Giulia Paganoni       | Škoda Fabia RS Rally2  | Antonio Rusce               |
| 50                       | Nicola Sartor             | Lorenzo Mattucci      | Škoda Fabia Rally2 evo | Nicola Sartor               |
| 51                       | Ivan Ferrarotti           | Massimo Bizzocchi     | Škoda Fabia Rally2 evo | Ivan Ferrarotti             |
| 52                       | Fabrizio Guerra           | Manuel Fenoli         | Škoda Fabia RS Rally2  | Fabrizio Guerra             |
| 53                       | Liberato Sulpizio         | Alessio Angeli        | Hyundai i20 N Rally2   | Liberato Sulpizio           |
| 54                       | Fabio Angelucci           | Massimo Cambria       | Citroën C3 Rally2      | Fabio Angelucci             |
| 55                       | Arianna Doriguzzi Breatta | Elena Sica            | Škoda Fabia Rally2 evo | Arianna Doriguzzi Breatta   |
| 56                       | Sara Carra                | Federica Mauri        | Škoda Fabia Rally2 evo | Sara Carra                  |
| 57                       | David Tomek               | Vítězslav Baďura      | Škoda Fabia Rally2 evo | David Tomek                 |
| 58                       | Zoltán László             | Tamás Begala          | Škoda Fabia RS Rally2  | M-Sport Racing Kft.         |
| 59                       | Cristian Milano           | Nicolò Cottellero     | Škoda Fabia Rally2 evo | Cristian Milano             |
| Fuente: ewrc-results.com |                           |                       |                        |                             |

## Itinerario
| Día                     | Tramo | Nombre                            | Distancia | Ganador de la etapa | Automóvil              | Tiempo  | Líder de la general |
| ----------------------- | ----- | --------------------------------- | --------- | ------------------- | ---------------------- | ------- | ------------------- |
| Día 1 (26 de julio)     | -     | Fumone (Shakedown)                | 4.00 km   | Mathieu Franceschi  | Škoda Fabia RS Rally2  | 2:07.3  | -                   |
| Día 1 (26 de julio)     | SS1   | Colosseo Aci Roma                 | 1.30 km   | Francesco Aragno    | Škoda Fabia Rally2 evo | 56.0    | Francesco Aragno    |
| Día 2 (27 de julio)     | SS2   | Alatri 1                          | 6.96 km   | Boštjan Avbelj      | Škoda Fabia RS Rally2  | 4:21.1  | Andrea Crugnola     |
| Día 2 (27 de julio)     | SS3   | Santopadre - Fontana Liri 1       | 28.74 km  | Andrea Crugnola     | Citroën C3 Rally2      | 17:24.4 | Andrea Crugnola     |
| Día 2 (27 de julio)     | SS4   | Guarcino - Altipiani 1            | 11.58 km  | Andrea Crugnola     | Citroën C3 Rally2      | 6:27.8  | Andrea Crugnola     |
| Día 2 (27 de julio)     | SS5   | Alatri 2                          | 6.96 km   | Simone Tempestini   | Škoda Fabia RS Rally2  | 4:20.0  | Andrea Crugnola     |
| Día 2 (27 de julio)     | SS6   | Santopadre - Fontana Liri 2       | 28.74 km  | Simone Tempestini   | Škoda Fabia RS Rally2  | 17:20.1 | Simone Tempestini   |
| Día 2 (27 de julio)     | SS7   | Guarcino - Altipiani 2            | 11.58 km  | Simone Campedelli   | Škoda Fabia RS Rally2  | 6:25.8  | Andrea Crugnola     |
| Día 3 (28 de julio)     | SS8   | Fiuggi 1                          | 5.90 km   | Efrén Llarena       | Škoda Fabia RS Rally2  | 3:22.7  | Andrea Crugnola     |
| Día 3 (28 de julio)     | SS9   | Rocca di Cave - Subiaco 1         | 32.30 km  | Andrea Crugnola     | Citroën C3 Rally2      | 19:33.2 | Andrea Crugnola     |
| Día 3 (28 de julio)     | SS10  | Monastero - Jenne 1               | 8.63 km   | Andrea Crugnola     | Citroën C3 Rally2      | 4:56.9  | Andrea Crugnola     |
| Día 3 (28 de julio)     | SS11  | Fiuggi 2                          | 5.90 km   | Andrea Crugnola     | Citroën C3 Rally2      | 3:22.6  | Andrea Crugnola     |
| Día 3 (28 de julio)     | SS12  | Rocca di Cave - Subiaco 2         | 32.30 km  | Andrea Crugnola     | Citroën C3 Rally2      | 19:28.7 | Andrea Crugnola     |
| Día 3 (28 de julio)     | SS13  | Monastero - Jenne 2 (Power Stage) | 8.63 km   | Andrea Crugnola     | Citroën C3 Rally2      | 4:55.1  | Andrea Crugnola     |
| Fuente:ewrc-results.com |       |                                   |           |                     |                        |         |                     |

### Power stage
El power stage fue un tramo de 8,63 km. Se otorgaron puntos adicionales a los cinco más rápidos.
| Pos. | Piloto             | Copiloto           | Tiempo | Diferencia | Puntos |
| ---- | ------------------ | ------------------ | ------ | ---------- | ------ |
| 1    | Andrea Crugnola    | Pietro Elia Ometto | 4:55.1 | 0.0        | 5      |
| 2    | Simone Campedelli  | Tania Canton       | 4:57.0 | +1.9       | 4      |
| 3    | Efrén Llarena      | Sara Fernández     | 4:57.6 | +2.5       | 3      |
| 4    | Mathieu Franceschi | Andy Malfoy        | 4:58.6 | +3.5       | 2      |
| 5    | Hayden Paddon      | John Kennard       | 4:58.8 | +3.7       | 1      |

## Clasificación final
| Pos.                     | Piloto              | Copiloto            | Automóvil              | Tiempo    | Diferencia | Puntos  |
| General                  | General             | General             | General                | General   | General    | General |
| ------------------------ | ------------------- | ------------------- | ---------------------- | --------- | ---------- | ------- |
| 1.                       | Andrea Crugnola     | Pietro Elia Ometto  | Citroën C3 Rally2      | 1:53:10.9 | 0.0        | 30+5    |
| 2.                       | Simone Campedelli   | Tania Canton        | Škoda Fabia RS Rally2  | 1:53:33.2 | +22.3      | 24+4    |
| 3.                       | Efrén Llarena       | Sara Fernández      | Škoda Fabia RS Rally2  | 1:53:38.8 | +27.9      | 21+3    |
| 4.                       | Simone Tempestini   | Sergiu Itu          | Škoda Fabia RS Rally2  | 1:53:43.0 | +32.1      | 19      |
| 5.                       | Mathieu Franceschi  | Andy Malfoy         | Škoda Fabia RS Rally2  | 1:53:43.0 | +32.1      | 17+2    |
| 6.                       | Hayden Paddon       | John Kennard        | Hyundai i20 N Rally2   | 1:53:49.1 | +38.2      | 15+1    |
| 7.                       | Boštjan Avbelj      | Damijan Andrejka    | Škoda Fabia RS Rally2  | 1:54:10.9 | +1:00.0    | 13      |
| 8.                       | Giandomenico Basso  | Lorenzo Granai      | Toyota GR Yaris Rally2 | 1:54:25.8 | +1:14.9    | 11      |
| 9.                       | Andrea Mabellini    | Virginia Lenzi      | Škoda Fabia RS Rally2  | 1:54:31.1 | +1:20.2    | 9       |
| 10.                      | Simon Wagner        | Jara Hain           | Škoda Fabia RS Rally2  | 1:54:39.6 | +1:28.7    | 7       |
| 11.                      | Mikołaj Marczyk     | Szymon Gospodarczyk | Škoda Fabia RS Rally2  | 1:55:06.2 | +1:55.3    | 5       |
| 12.                      | Roberto Daprà       | Luca Guglielmetti   | Škoda Fabia RS Rally2  | 1:55:19.1 | +2:08.2    | 4       |
| 13.                      | Marco Signor        | Daniele Michi       | Škoda Fabia RS Rally2  | 1:55:38.4 | +2:27.5    | -       |
| 14.                      | Ferenc Jr Vincze    | Gergely Németh      | Škoda Fabia Rally2 evo | 1:55:39.5 | +2:28.6    | 3       |
| 15.                      | Giacomo Scattolon   | Gabriele Zanni      | Citroën C3 Rally2      | 1:56:00.0 | +2:49.1    | 2       |
| 16.                      | Filip Mareš         | Radovan Bucha       | Toyota GR Yaris Rally2 | 1:56:00.8 | +2:49.9    | 1       |
| ERC3                     |                     |                     |                        |           |            |         |
| 1.                       | Filip Kohn          | Tom Woodburn        | Ford Fiesta Rally3     | 2:04:06.8 | 0.0        | 30      |
| 2.                       | Hubert Kowalczyk    | Jarosław Hryniuk    | Renault Clio Rally3    | 2:05:56.5 | +1:49.7    | 24      |
| 3.                       | Kerem Kazaz         | Corentin Silvestre  | Ford Fiesta Rally3     | 2:07:02.6 | +2:55.8    | 21      |
| 4.                       | Aleksandar Tomov    | Dimitar Spasov      | Renault Clio Rally3    | 2:09:19.4 | +5:12.6    | 19      |
| 5.                       | Martin Ravenščak    | Dora Ravenščak      | Ford Fiesta Rally3     | 2:26:19.5 | +22:12.7   | 17      |
| ERC4                     |                     |                     |                        |           |            |         |
| 1.                       | Giorgio Cogni       | Simone Brachi       | Peugeot 208 Rally4     | 2:04:31.9 | 0.0        | 30      |
| 2.                       | Márton Bertalan     | Róbert Paizs        | Peugeot 208 Rally4     | 2:06:53.8 | +2:21.9    | 24      |
| 3.                       | Michael Rendina     | Fabiano Cipriani    | Renault Clio Rally4    | 2:11:45.7 | +7:13.8    | 21      |
| 4.                       | Ekaterina Stratieva | Georgi Avramov      | Opel Corsa Rally4      | 2:20:44.1 | +16:12.2   | 19      |
| 5.                       | Ciprian Lupu        | Andrei Aițculesei   | Renault Clio Rally5    | 2:27:27.5 | +22:55.6   | 17      |
| Fuente: ewrc-results.com |                     |                     |                        |           |            |         |